# Monti Skalistyj
I monti Skalistyj  (in russo Скалистый хребет?) sono una catena montuosa della Siberia Orientale situata all'incrocio tra i monti di Verchojansk e i Sette-Daban. Si trovano nella Sacha (Jacuzia), in Russia.

## Geografia
Gli Skalistyj si allungano in direzione nord-sud per circa 150 km. Il punto più alto è un picco senza nome di 2017 m. A nord-ovest, la valle del fiume Tompo (affluente di destra dell'Aldan) li separa dai monti di Verchojansk, e a sud, la valle del fiume Allach-Jun' (affluente di destra dell'Aldan) li separa dall'altopiano della Judoma e della Maja. A nord-est e a est si collegano con i monti Suntar-Chajata. I fiumi Menkjule (affluente di sinistra del Tompo), Vostočnaja Chandyga e Tyry (affluenti di destra dell'Aldan) spezzano la catena e la dividono in 4 catene montuose separate.
I monti sono principalmente composti da arenarie e calcari. Sui pendii crescono boschi di larici e sopra i 1300 m si trova la tundra montana.